# Santaliestra y San Quílez
Santaliestra y San Quílez es un municipio español de la provincia de Huesca, en la comunidad autónoma de Aragón.
Santaliestra se encuentra a 561 metros sobre el nivel del mar, ocupa una franja de terreno junto al río Ésera.

## Toponimia
El nombre del municipio deriva de los núcleos de población que se asentaron en las proximidades de dos ermitas, Santaliestra que estaba compuesto por siete casas, y la población de la ermita de "La Cuadra de San Quílez".

## Geografía

### Núcleos de población
- Caballera[5]
- La Corona. En 1980 contaba con 15 habitantes, actualmente está deshabitado.
- Las Eras. Núcleo de dos casas, actualmente está deshabitado.
- Oliniás, casa despoblada ubicada a tres kilómetros al norte de Santaliestra. Se trata de una vivienda de dos plantas con falsa, bodega y restos de un horno de pan.[6]
- Santaliestra y San Quílez (capital del municipio).

## Historia
En 1018 Sanaliestra fue reconquistada por Sancho el Mayor y dejó las tierras en manos de los hermanos Riculfo y Arnaldo, los cuales en el año 1020 convinieron la cesión con el Abad Galindo. Durante este período la vida religiosa y otros asuntos dependían del monasterio de Santa María de Obarra. El pueblo fue víctima de algunas usurpaciones, aunque en el 1119 los derechos fueron devueltos por fin al monasterio de Obarra.

## Demografía
Santaliestra y San Quílez cuenta con una población de 83 habitantes (INE 2024).
| Gráfica de evolución demográfica de Santaliestra y San Quílez entre 1842 y 2021 |
| |
| Población de derecho según los censos de población del INE Población de hecho según los censos de población del INEEntre el censo de 1857 y el anterior, crece el término del municipio porque incorpora a Caballera |

## Administración y política

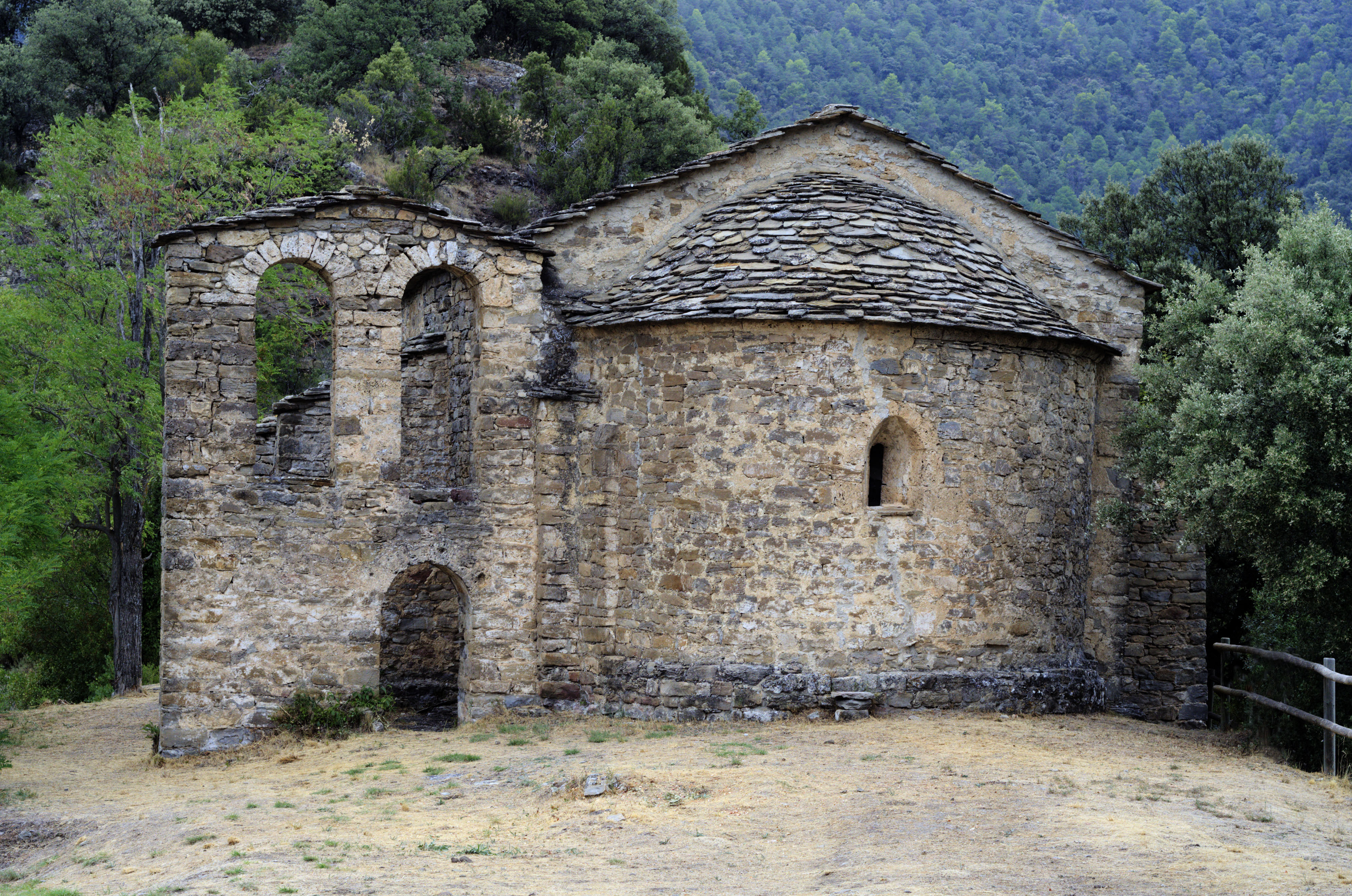
Ermita de Piedad

| Período   | Alcalde                    | Partido |  |
| --------- | -------------------------- | ------- |  |
| 1979-1983 | Antonio Sallán Tobeña      | PSOE    |  |
| 1983-1987 |                            |         |  |
| 1987-1991 |                            |         |  |
| 1991-1995 |                            |         |  |
| 1995-1999 |                            |         |  |
| 1999-2003 |                            |         |  |
| 2003-2007 |                            |         |  |
| 2007-2011 | Francisco Javier Mur Couto | CHA     |  |
| 2011-2015 | Francisco Javier Mur Couto | CHA     |  |
| 2015-2020 | Mariano Pueyo Campos       | CHA     |  |

| Partido político    | Partido político                                   | 2003   | 2007   | 2011   | 2015   |
| Partido político    | Partido político                                   | Ediles | Ediles | Ediles | Ediles |
|                     | Chunta Aragonesista (CHA)                          | 5      | 5      | 4      | 2      |
|                     | Partido de los Socialistas de Aragón (PSOE-Aragón) | 0      | 0      | 0      | 1      |
|                     | Partido Aragonés (PAR)                             | —      | —      | 1      | 0      |
|                     | Partido Popular de Aragón (PP)                     | 0      | 0      | 0      | 0      |
| Total de concejales | Total de concejales                                | 5      | 5      | 5      | 3      |

## Cultura

### Patrimonio
- Iglesia parroquial de la Ascensión de Nuestra Señora del siglo XIV.[13]
- Ermita de Piedad, los primeros restos datan del siglo XI. Cada 15 de agosto tiene lugar una romería a la ermita.[14]
- Ermita de San Saturnino, de origen románica.[15]
- Embalse de Santaliestra y San Quílez.[16]

### Fiestas
- Enero[17]
  - 17 de enero en honor a San Antonio Abad.
  - 20 de enero, en honor a San Sebastián.

- 25 de julio, en honor al Apóstol Santiago.
- 15 de agosto, fiesta mayor, en honor a la Virgen de la Asunción.

### Lenguas
En el municipio se habla el aragonés ribagorzano, dialecto del aragonés.